# أحمد ربشة
هو فنان ذو أصول صومالية يمنية عاش في السودان فترة طويلة وعرف بانتظامه في الغناء السوداني

## مولده ودراسته
اسمه أحمد سالم عوض، ولد في الصومال وتنقل في عدد من الدول الأفريقية منها أثيوبيا ونيجيريا التي جاء منها إلى السودان في 1973م، وقصد السودان لدراسة الموسيقى ولكن قبل مجيئه عرف بأنه فنان صاحب صيت عالٍ في بلده (الصومال)، ثم (أديس أبابا) التي عاش فيها بعض السنوات. درس ربشة في الدفعة الخامسة قسم الموسيقى بالمعهد العالي للموسيقى والمسرح والتي ضمت هادية طلسم بيانو، عمر الشاعر بيانو، الفاتح كسلاوي عود، مفاتن حسن بيانو، عواطف حسن بيانو، ليلي بسطاوي بغدادي بيانو، فيصل سيد إمام كنتراباص، عبد الواحد عبد الله كمان، عز الدين فضل الله كمان، يوسف القديل تشيلو، عبد الحفيظ عثمان كلارنيت، السموأل فضل ترامبيت، محمد حميدة غناء، شادية جنيدابي تشيلو، السر المقدم كلارنيت،، الفاتح يس كنتراباص، عبد العزيز المبارك غناء، إسماعيل عبد الرحيم، كمان إسماعيل ابوبكر كمان، احمد ربشة تاليف، درديري محمد الشيخ تاليف. يوسف الموصلي تاليف.

## اسهاماته
وصف المراقبون الفنان “أحمد ربشة” بأنه صاحب عبقرية غنائية قل أن يجود الزمان بمثلها، وكان عاشقاً للسودان وترابه وأهله لدرجة الجنون، وكثيراً ما شوهد يُقبل تراب الأرض السودانية بحب وصدق، وفي ذات الاتجاه حُظي “ربشة” بحب السودان . لذلك كان سوداني الغناء، وهو يمني المنبت. وصومالي الجنسية.. وأثرى السودان بتجربة ذات دلالات ومعانٍ أضاءت ما حولها حتى لُقب بـ(أب الأغنية المعاصرة)، والتي مازال أثرها حاضراً في لونية كثير من الأصوات الغنائية السودانية من الذين تأثروا بتجربته ونهلوا من معينها الصافي العذب منذ مطلع السبعينيات. وهو الذي قال عنه صديقه الموسيقار “يوسف الموصلي”: لقد التحق الفنان “أحمد ربشة” بـ(الدفعة الخامسة) بـ(معهد الموسيقى والمسرح)، فهو فنان ليس له مثيل لا في السودان ولا حتى الدول العربية، بل هو يفوق “محمد عبده” وغيره، ويضيف: لقد قصرنا في حقه وتركناه يرحل في صمت مدهش. وكان يجيد عدد من اللغات منها الايطالية. والإنجليزية.. والأمهرية.. والعربية والصومالية.
تاثر بمدرسته العديد من الفنانين السودانيين أشهرهم "الهادى الجبل" - "محمود عبد العزيز" -"خوجلى هاشم" - "الجوهري" 

## أغانيه
له عدد من الأغاني المعروفة ومنها
- النجمة البتحرق شوق[3]
- يامواسم[4]
- يا فرايحي اللون[5]
- وتسألين[6]
- يا إله فني[7]
- دمعة الشوق

## وفاته
توفي أحمد ربشة في لندن في 26 يناير من العام 2003م بعد صراع طويل من المرض.